# Sushi
Sushi (すし, 寿司, 鮨 sushi?) este un preparat servit cu orez oțetit sau acrit (鮨飯 sushi-meshi?), combinat cu diverse alte ingrediente. Principalul ingredient este orezul (acrit cu oțet) combinat cu diferite alimente, gătite sau în stare crudă, cel mai adesea pește crud, cu alte ingrediente (ネタ neta?).

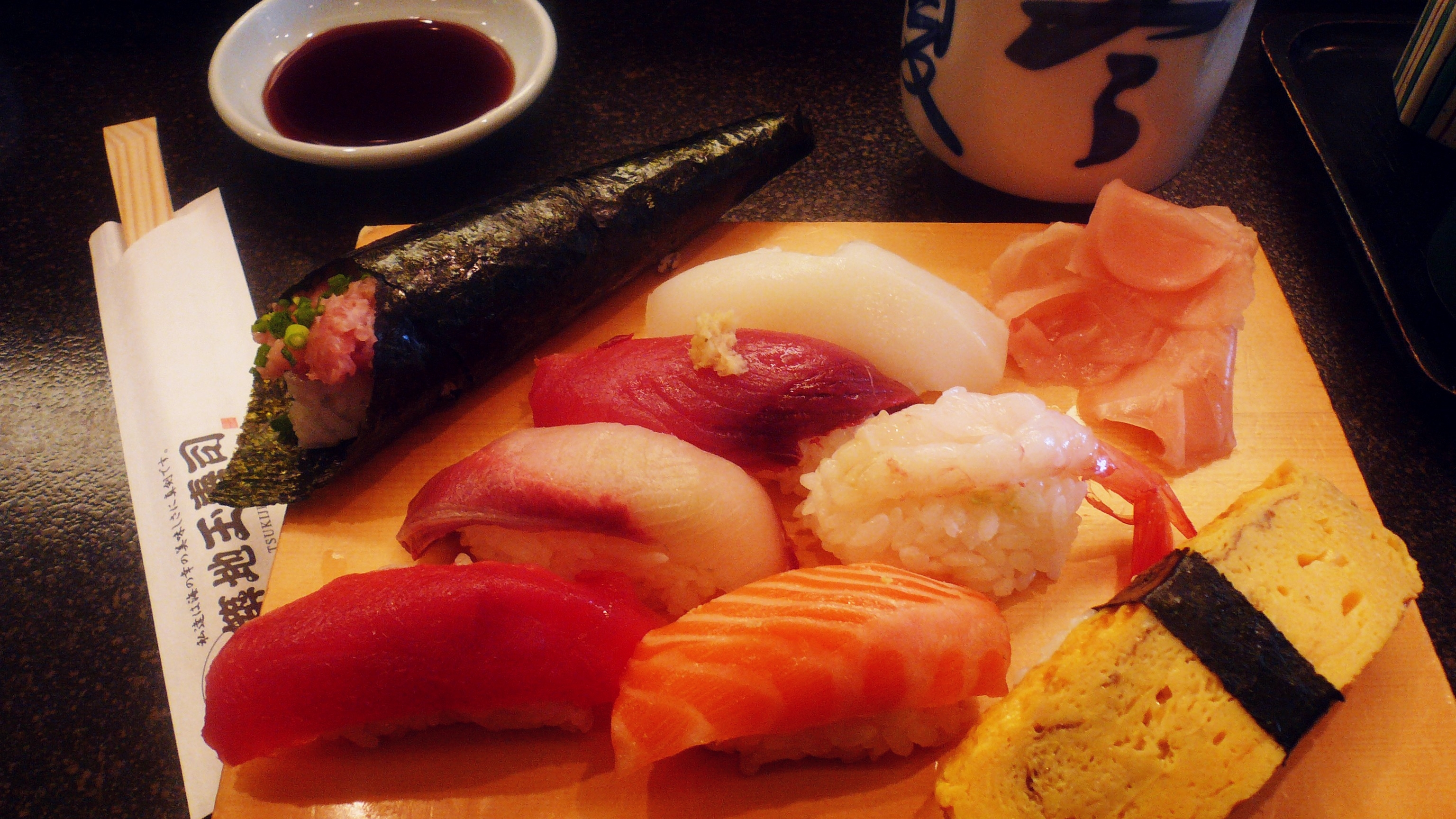
Diverse tipuri de sushi.

Sushi este o mâncare relativ nouă chiar și în Japonia. A fost gătită pentru prima oară la începutul secolului al XIX-lea. Înainte vreme, orezul acrit cu oțet era folosit ca metodă de conservare prin fermentație a peștelui, peștele fiind învelit complet în astfel de orez.
Exista diverse tipuri de sushi: rulouri înfășurate in foi de alge marine presate, bucăți mici de orez frământate de mână și servite cu pește crud sau icre, bucăți de pește crud presărate peste o farfurie cu orez. Există și variante de sushi în care în loc de orez se folosește tofu.

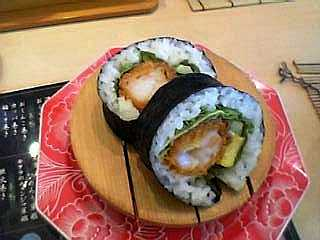
Ebifurai-Maki (エビフライ巻き). Rulouri cu creveți prăjiți.

Sushi este uneori confundat cu sashimi, un fel de mâncare înrudit în bucătăria japoneză, care constă din felii subțiri de pește crud sau, ocazional, carne.

## Istorie

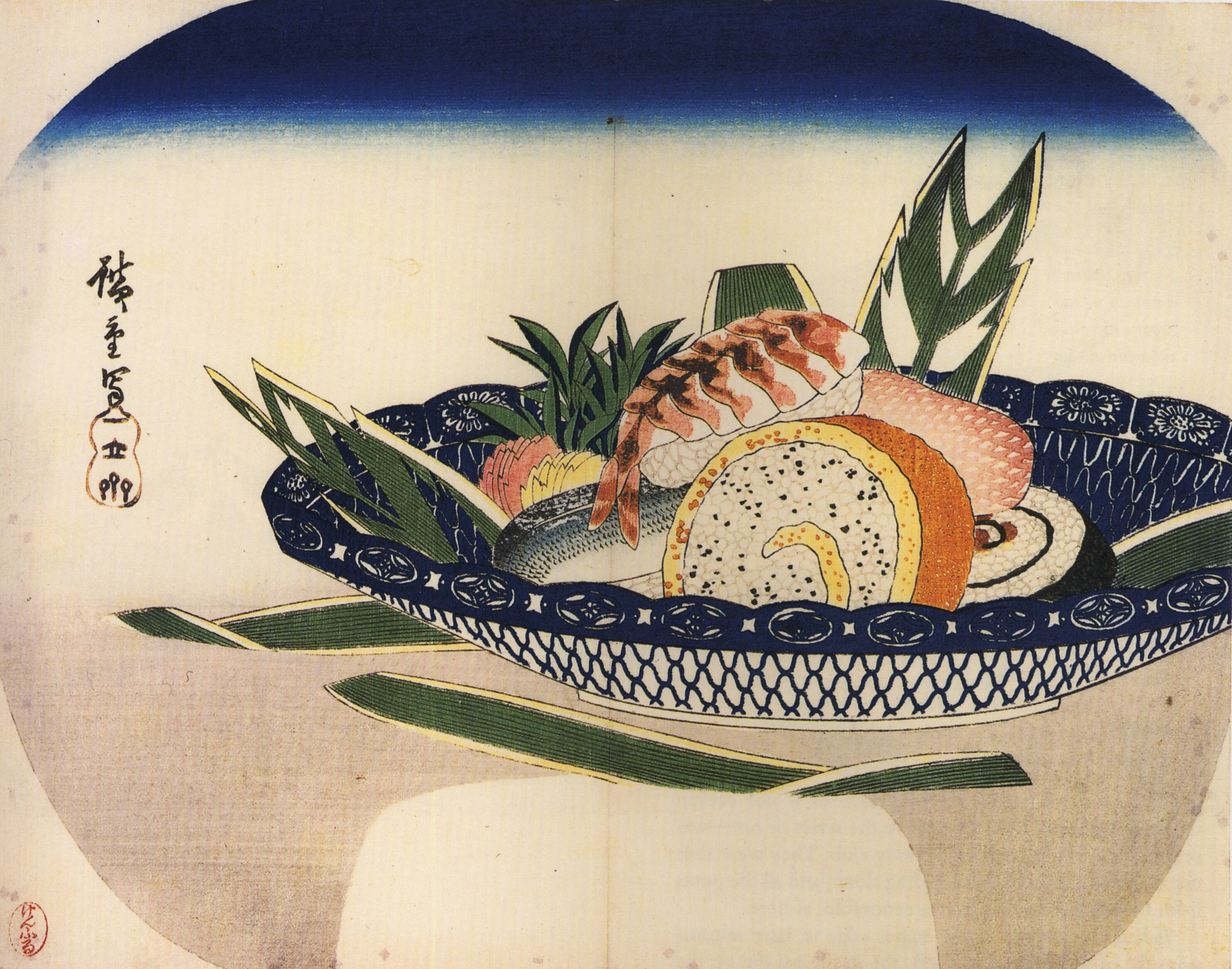
Desen al unui bol cu sushi, făcut de Hiroshige în Perioada Edo.

Sushi este un preparat originar din Asia de Sud-Est, cunoscut ca nare-zushi (馴れ寿司, 熟寿司? „pește sărat”), depozitat în orez fermentat, posibil de luni de zile.

## Ingrediente
În general, toate felurile de sushi au la bază o varietate de orez special, combinat cu alte ingrediente.

### Orez
Orezul folosit pentru sushi este din varietatea japoneză, cu bobul scurt. Orezul fiert se amestecă cu oțet de orez, zahăr și sare. 
Este răcit la temperatura camerei înainte de a fi folosit la prepararea sushi-ului.

### Nori
Nori este numele japonez al foilor de alge marine uscate și presate, folosite la prepararea rulourilor de sushi…

### Pește
Peștele folosit pentru prepararea sushi-ului trebuie să fie proaspăt și de o foarte bună calitate. Aspectul, mirosul și consistenta cărnii sunt principalele criterii folosite la alegerea peștelui pentru sushi.
Se folosește doar pește oceanic fiindcă peștele de apă dulce poate fi o sursă de paraziți pentru om, în special când este folosit în stare crudă.
Cele mai des folosite soiuri de pești sunt tonul, macroul, somonul și țiparul de mare.
Icrele de pește sunt și ele folosite la prepararea sushi-ului.

### Fructe de mare
Ca și alternativă la pește, alte ingrediente pot fi: caracatiță, sepie, creveții, scoicile și carnea de crab.

### Legume
Ridichea japoneză murată, avocado, castravetele, sparanghelul precum și alte legume specific japoneze pot fi folosite ca și ingrediente la prepararea sushi-ului.

## Condimente

### Shōyu
Shōyu este denumirea japoneză a sosului de soia, un condiment esențial în servirea sushi-ului.

### Wasabi
Wasabi este o pastă picantă de culoare verde, cu gust asemănător hreanului. 
Ajută digestia, are calități antibiotice și poate contracara eventuale intoxicații cu carne de pește crudă infestată. 

### Gari

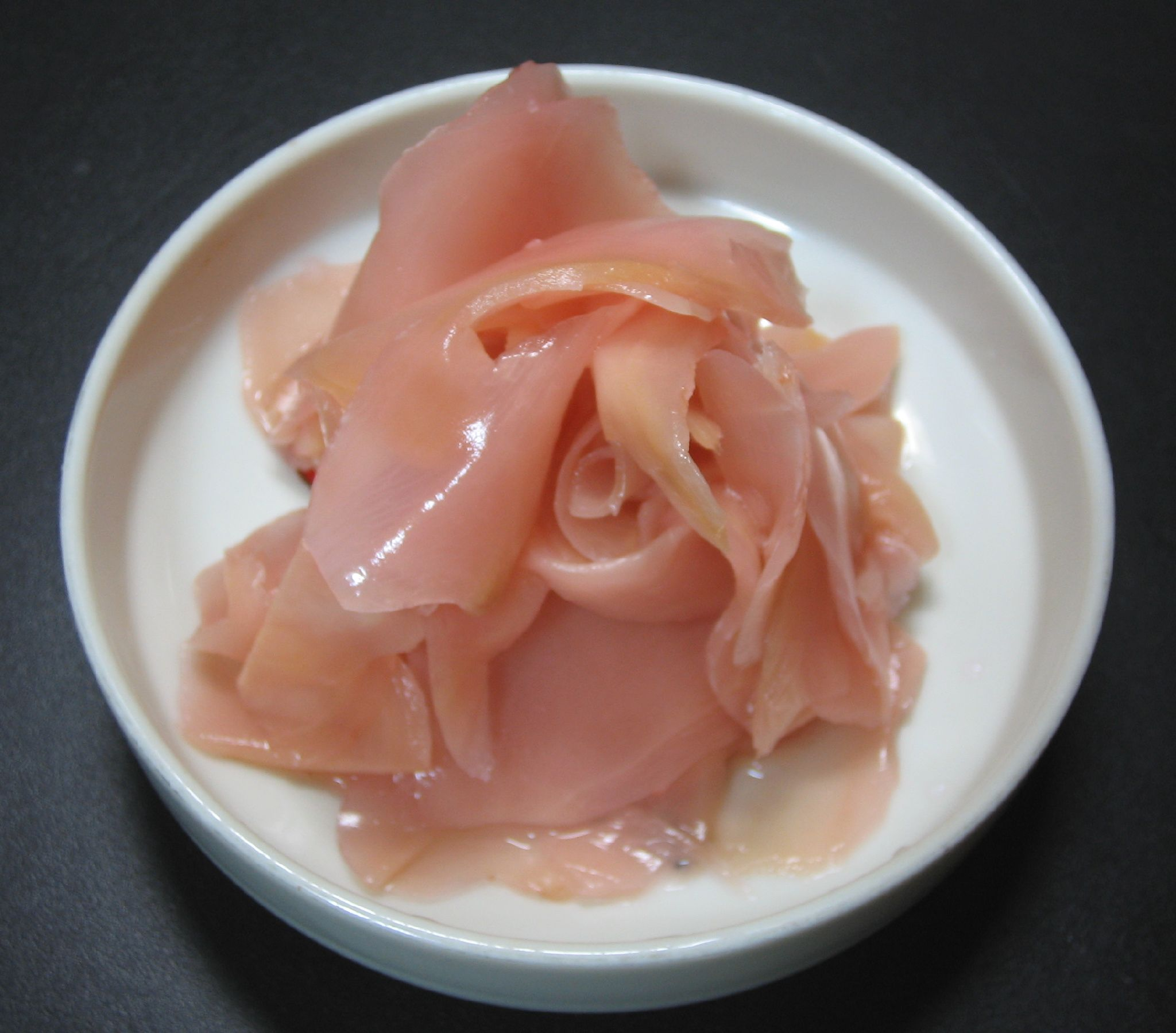
Gari

Gari este denumirea japoneza pentru rădăcină de ghimbir murată. 
Se servește cu sushi cu scopul de a ajuta digestia și pentru a curăța papilele gustative în procesul degustării diverselor tipuri de sushi.

### O-cha

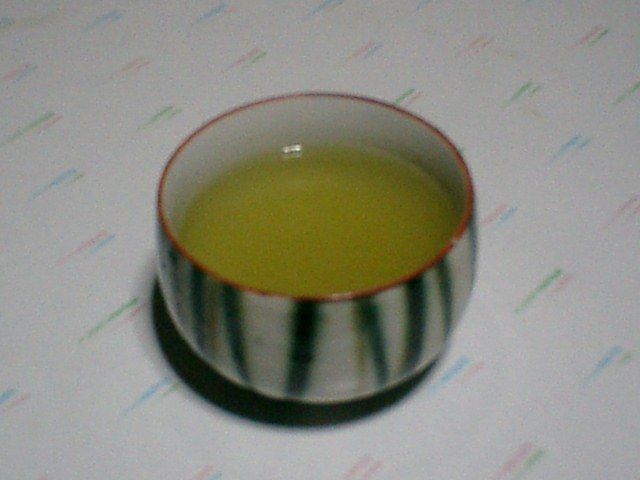
Ceai verde japonez

În limba japoneză, o-cha inseamnă „ceai verde”. Este nelipsit în restaurantele japoneze care servesc sushi.

## Prezentare și consumare
Sushi-ul se consumă folosind bețe sau mâinile.
Este recomandat să se consume la început porțiile cu gust mai puțin intens și se continuă treptat cu cele cu gust mai dominant. De regulă carnea albă de pește se servește la început și se continuă cu fructele de mare și carnea de ton și somon (carne roșie).
Bucățile de sushi se înmoaie în sosul de soia și se servesc cu wasabi și ghimbir murat.

## Galerie

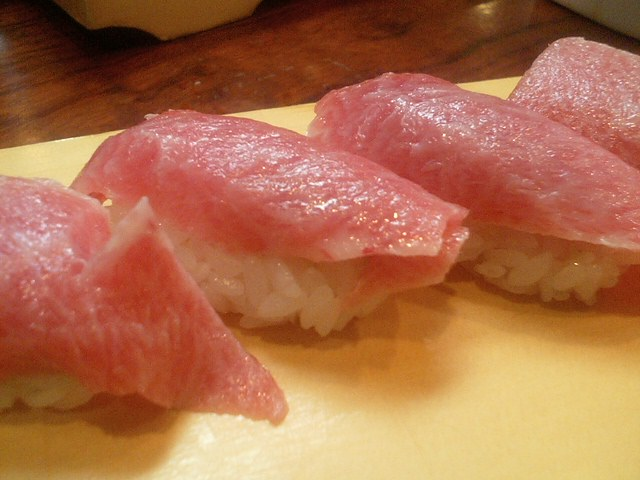
Toro nigiri (burtă de ton gras) (鮪とろ握り)
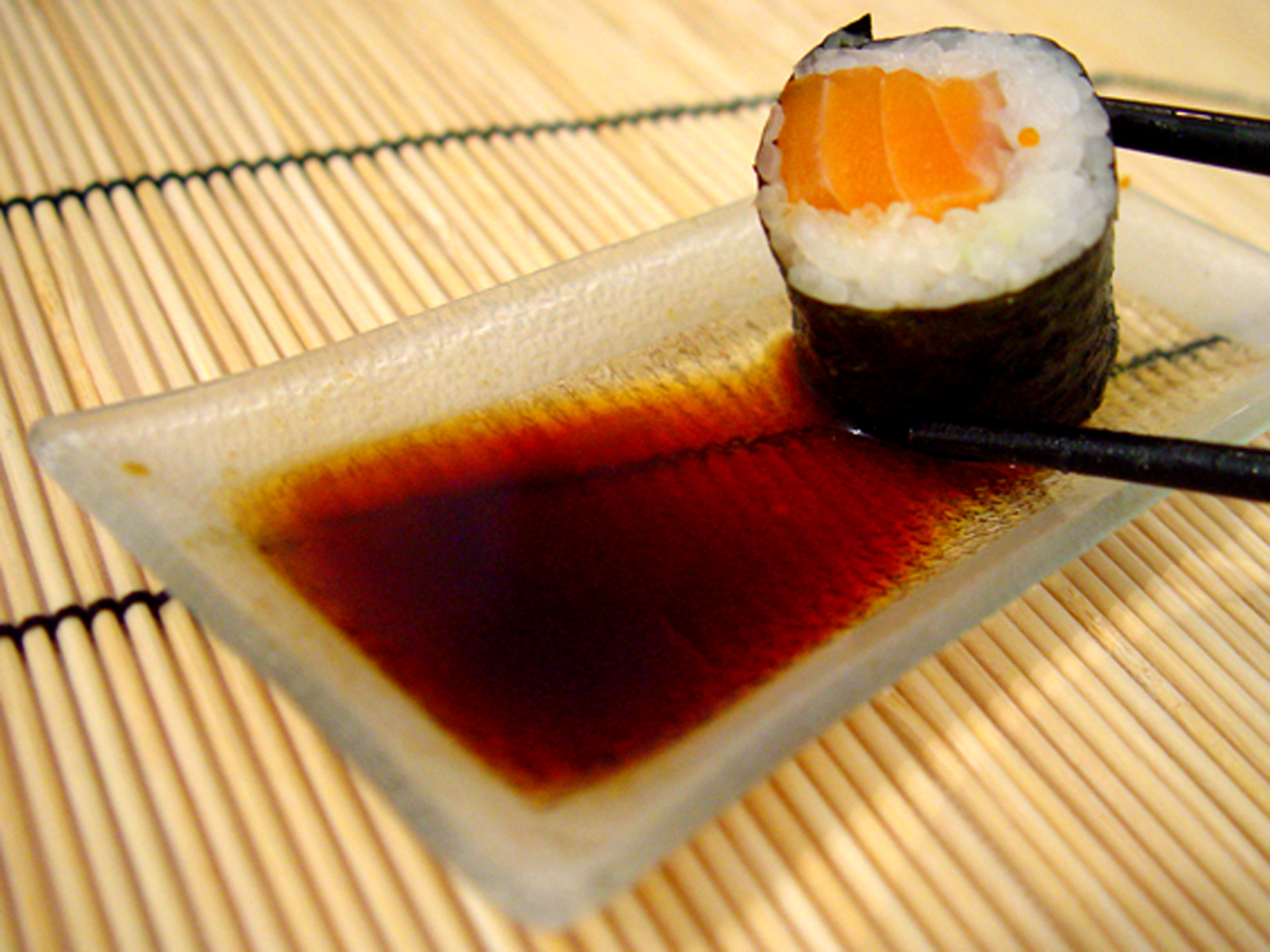
Rola de somon (巻き鮭)
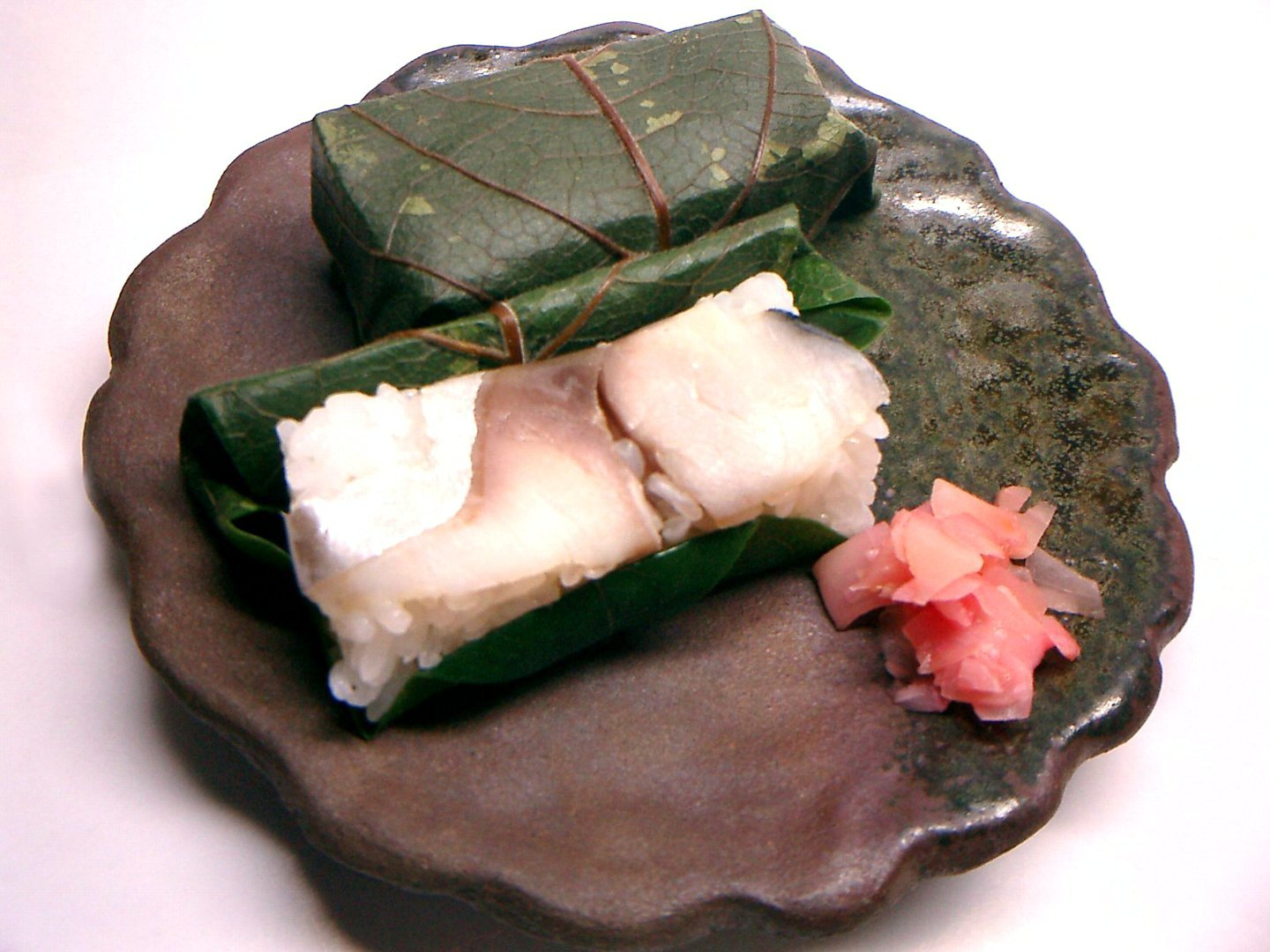
Kakinoha  frunze de (Kaki) sushi (柿の葉寿司)
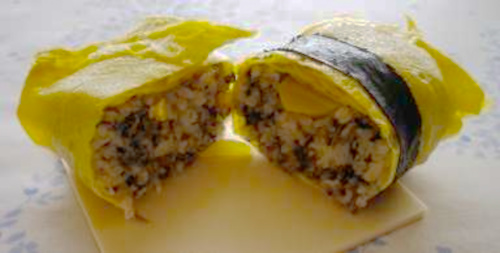
Chakin-sushi, învelit în omletă subțire. (茶巾寿司)
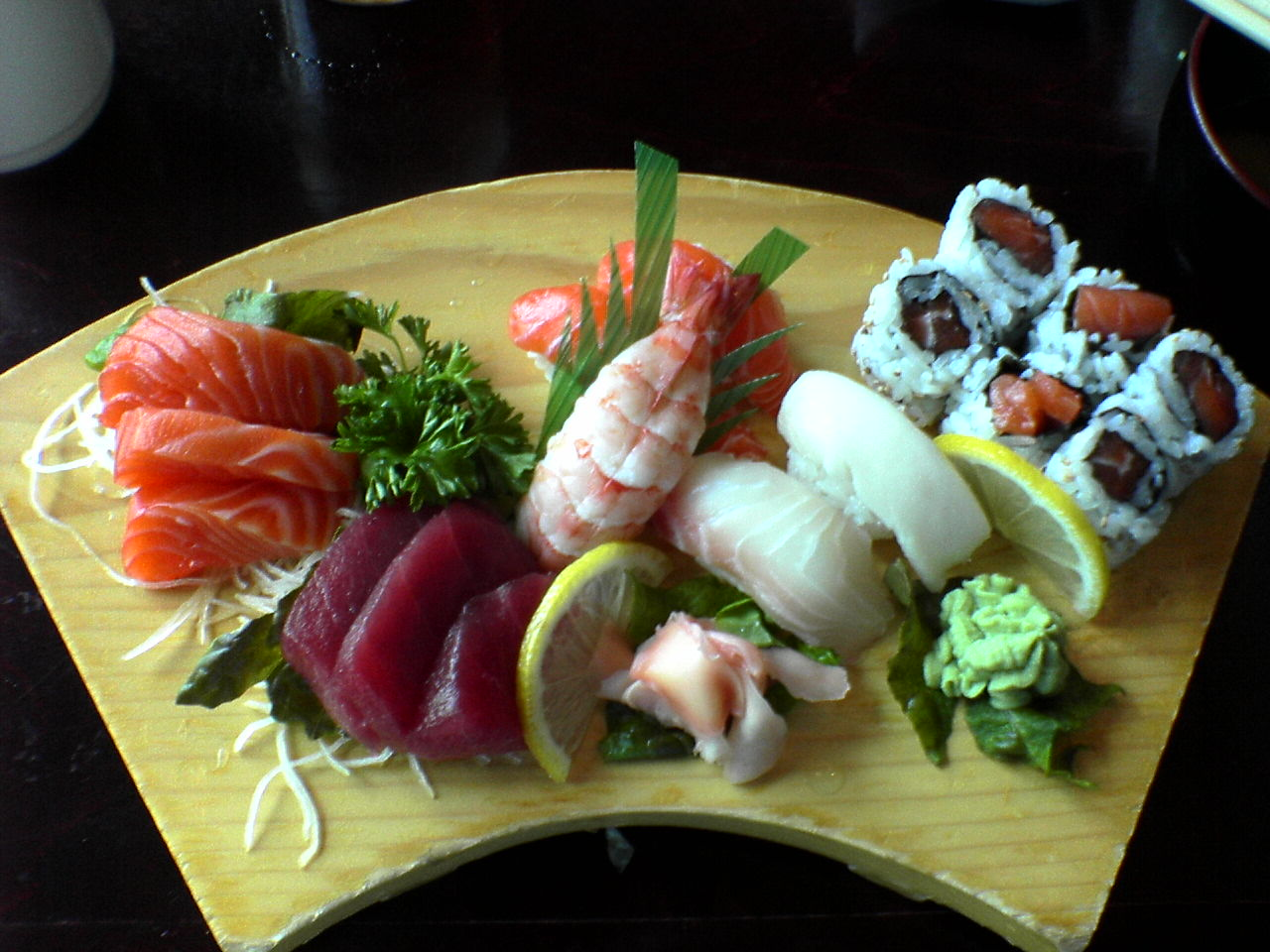
Sushi plate (盛り合わせ)
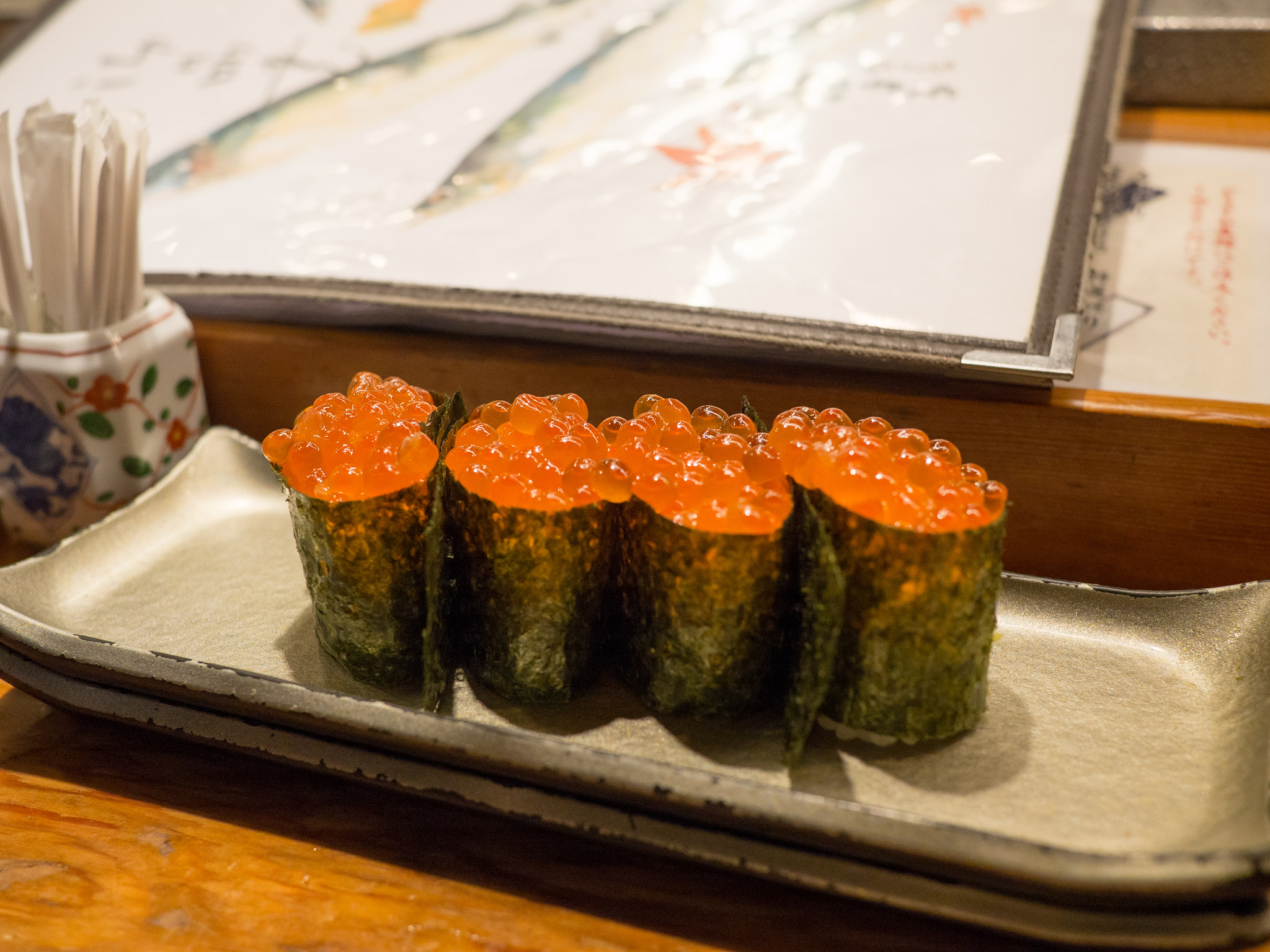
Ikura gunkan-maki (イクラ軍艦巻き)
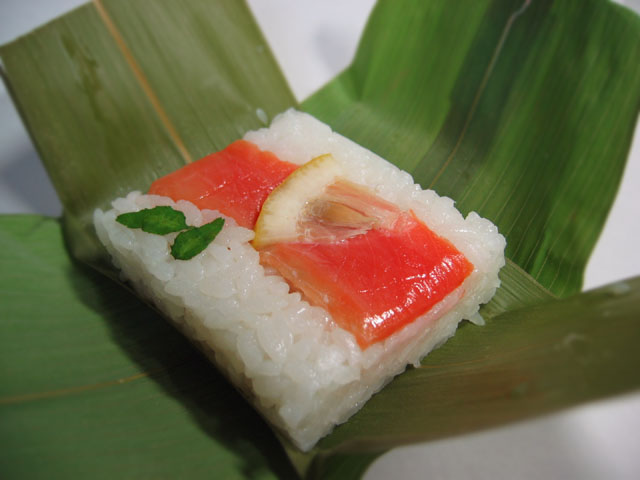
Sasa (frunză de bambus) sushi (笹寿司)
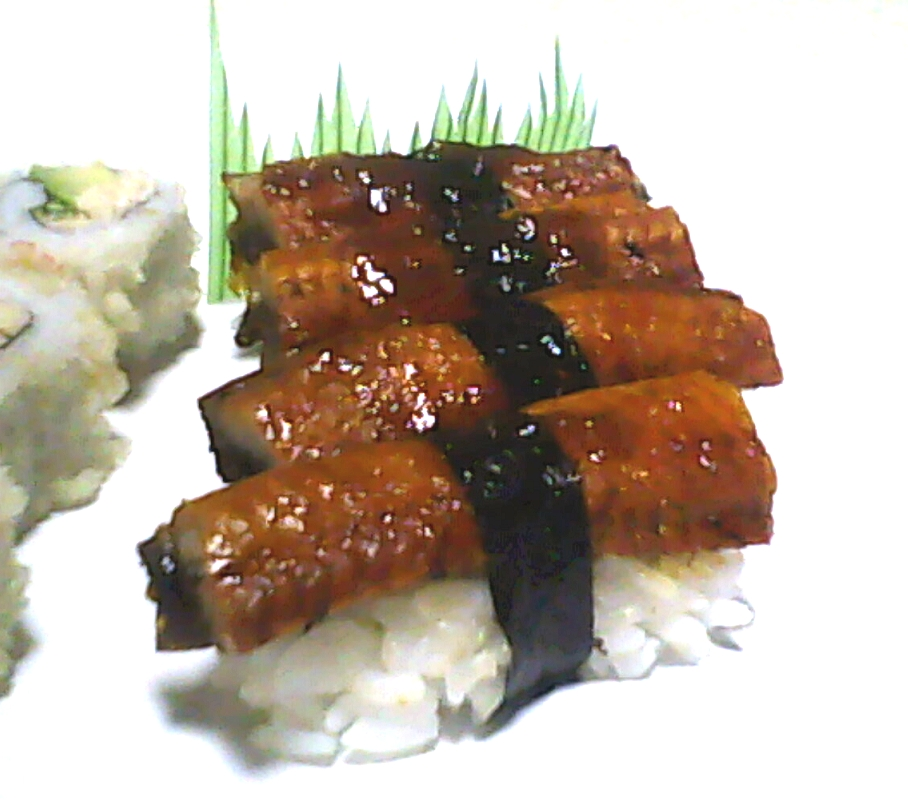
Unagi (anghilă de apă dulce prăjită cu teriyaki) sushi (鰻寿司)
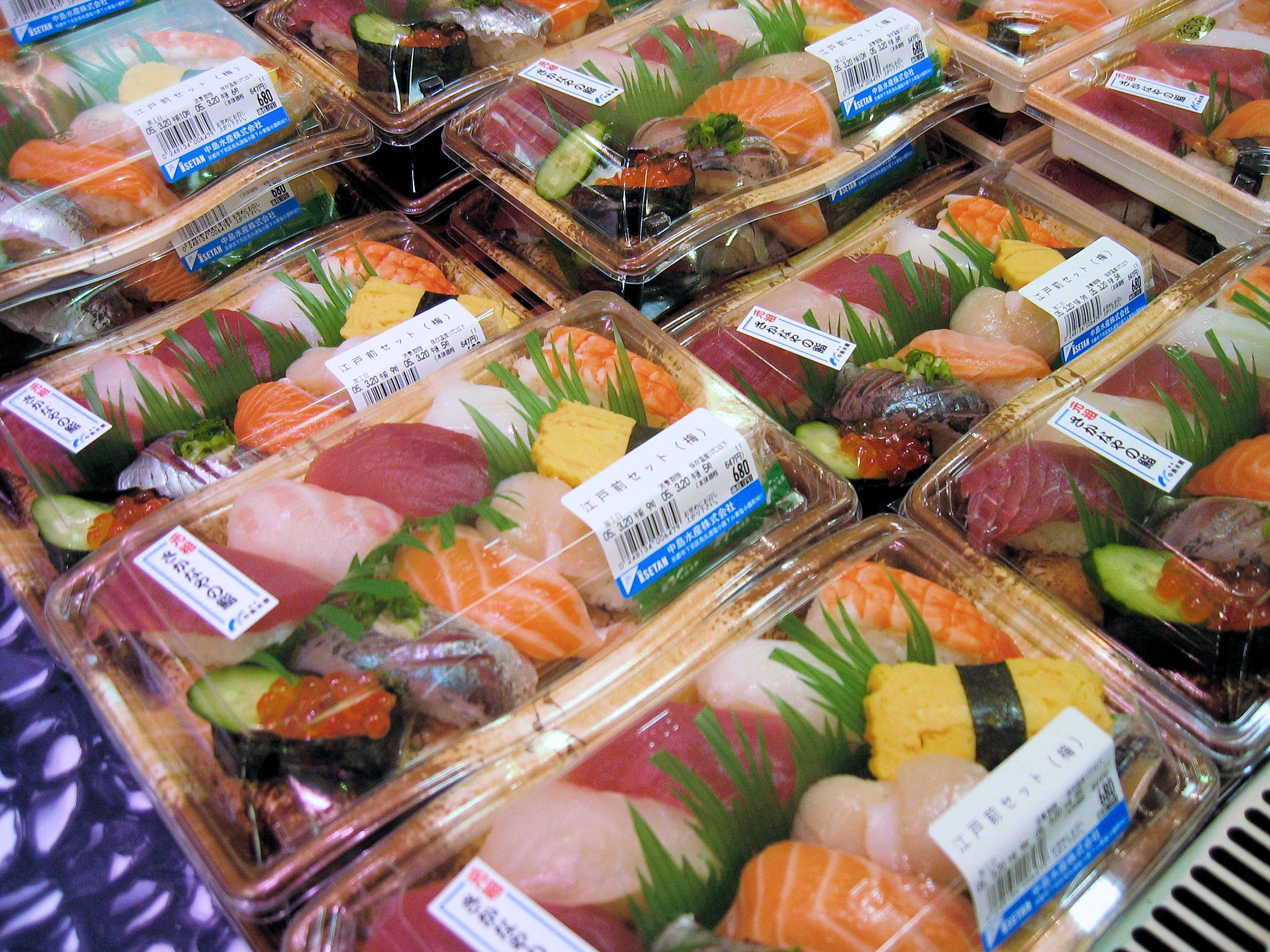
Nigirizushi de vânzare la un supermarket din Tokyo
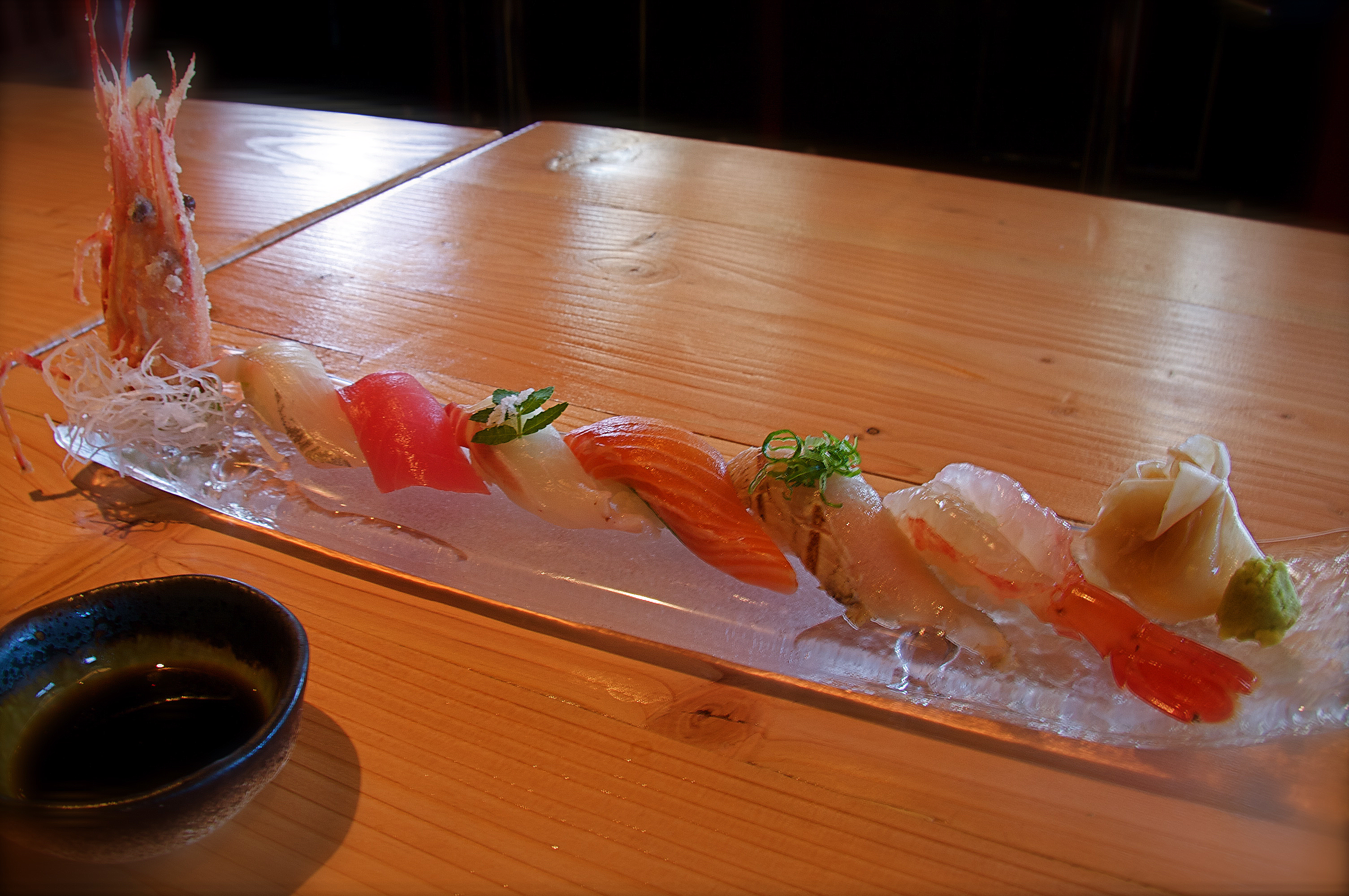
Sushi asortat (盛り合わせ)
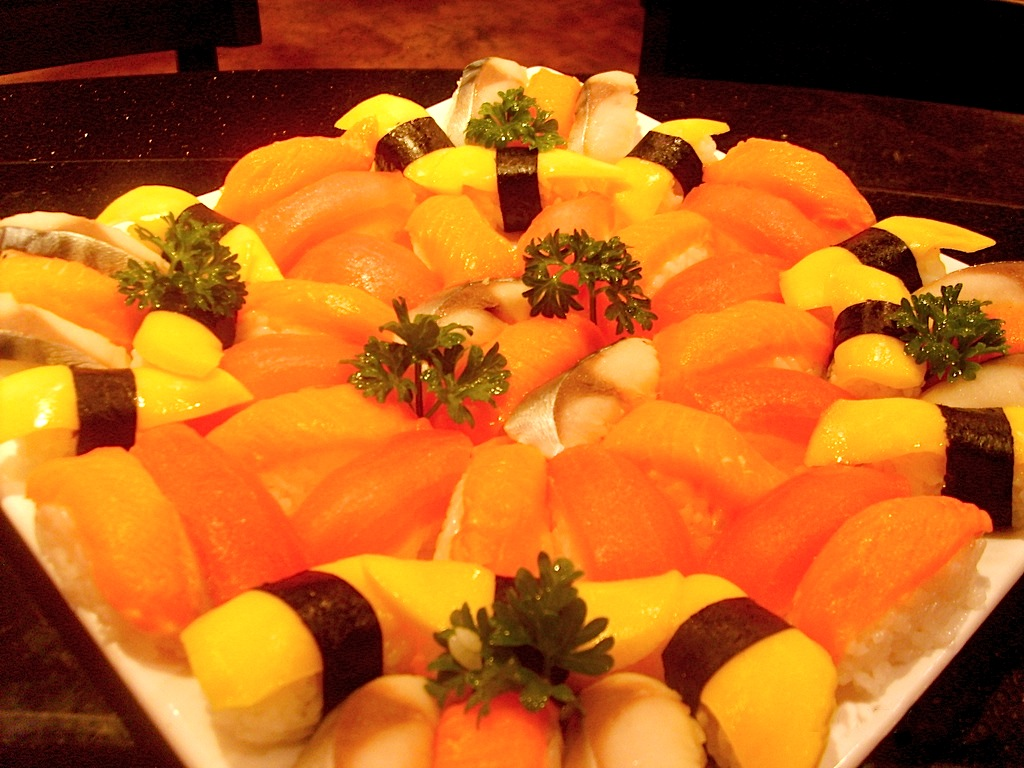
Sushi occidental asortat  (盛り合わせ)
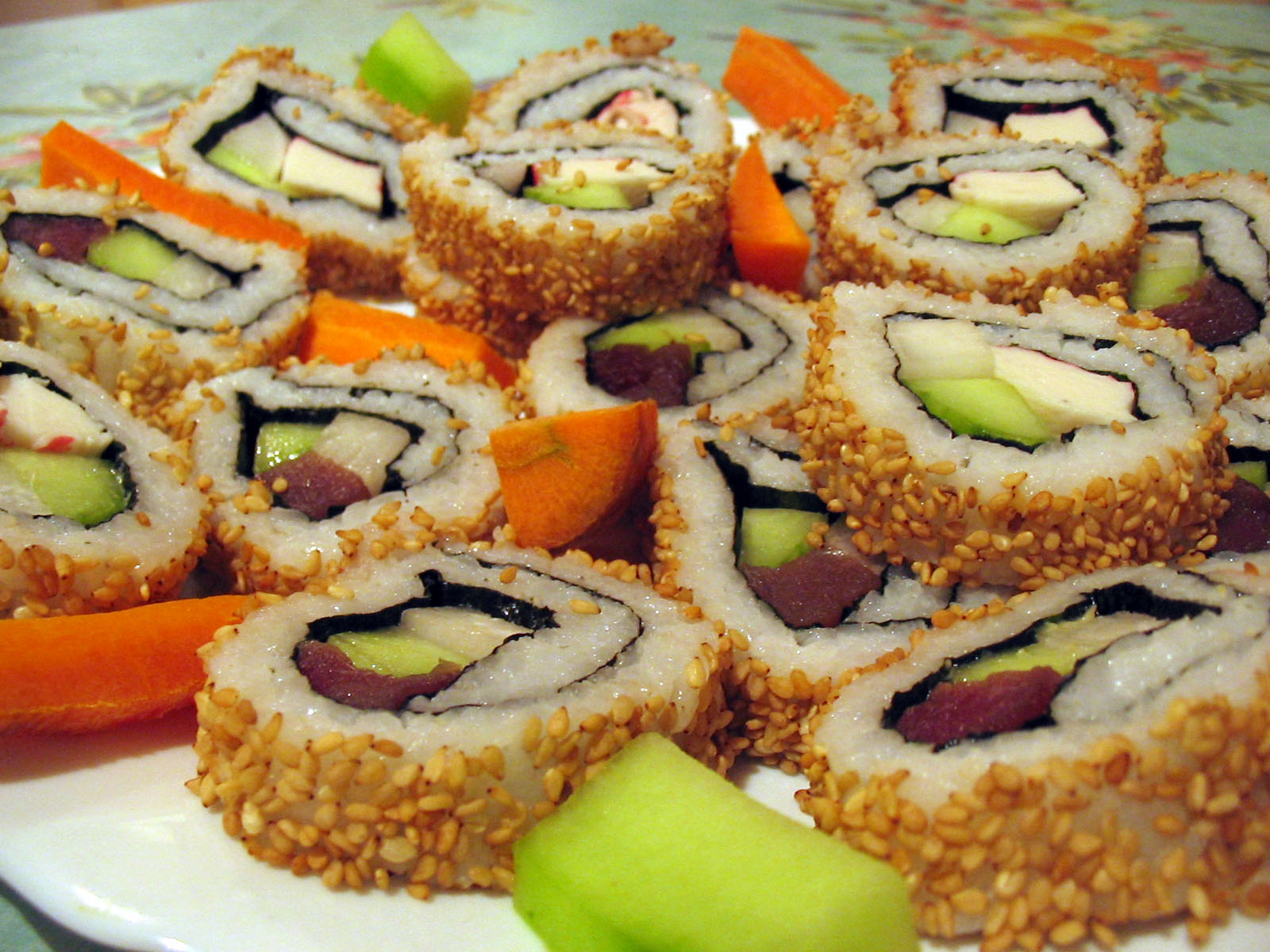
California roll occidental și rola de ton uramaki (カリフォルニア巻き)
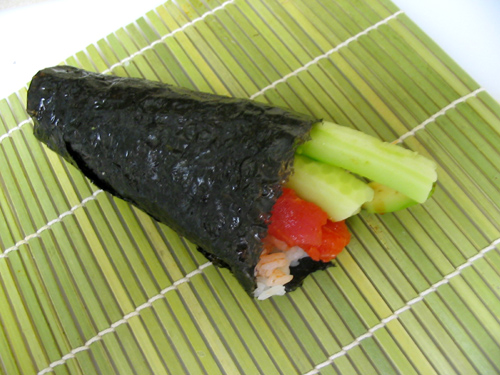
Western picant ton rola de mână (スパイシーツナロール)
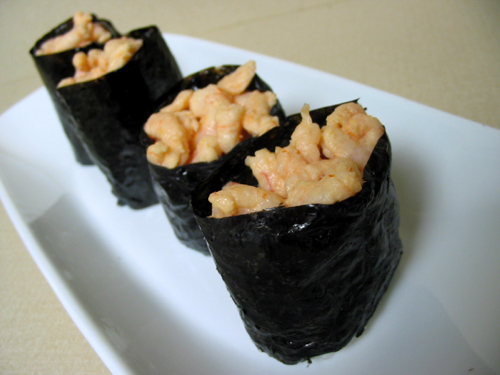
Western picant  rola de creveți(スパイシー海老ロール)
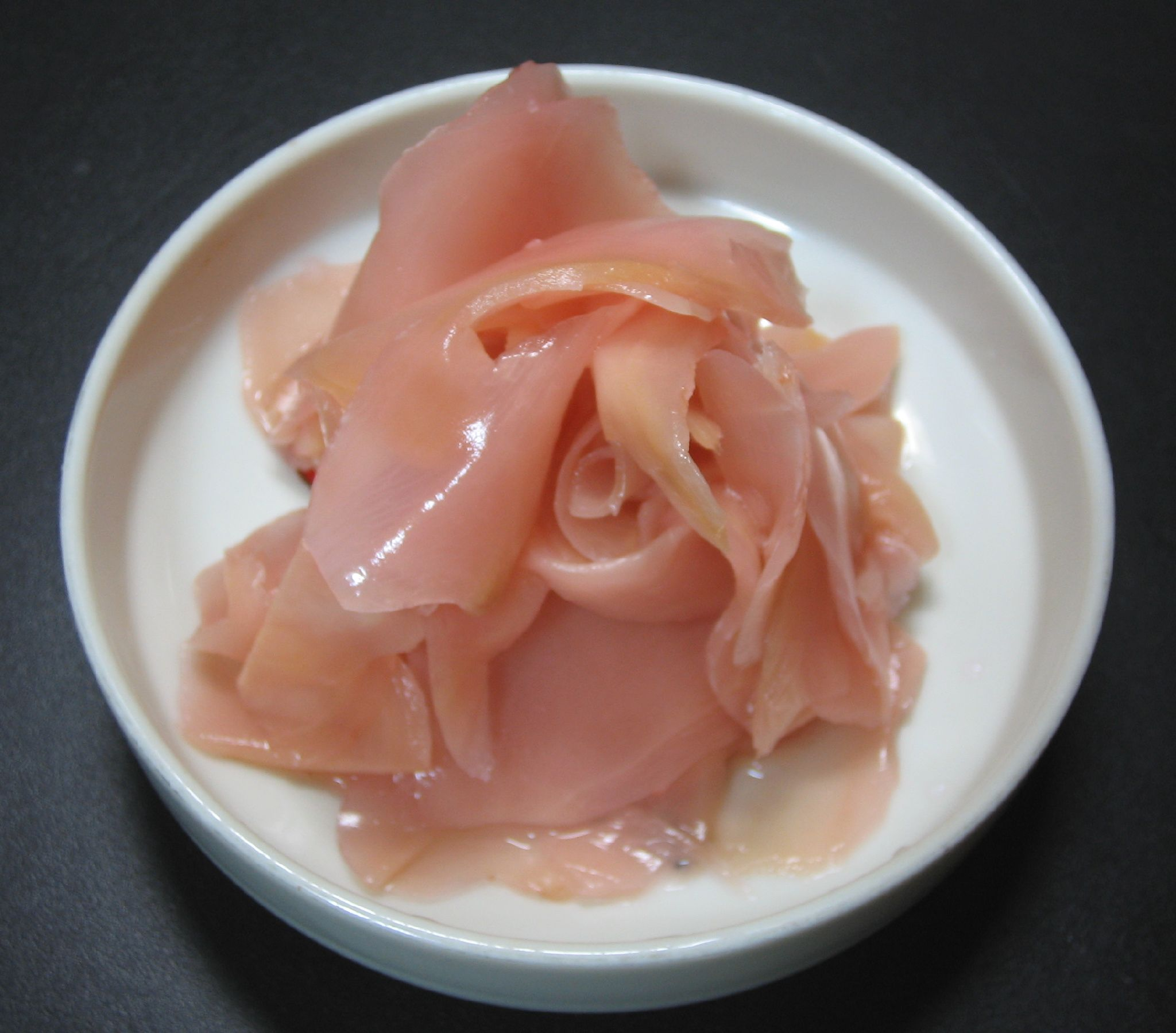
Gari (ghimbir)
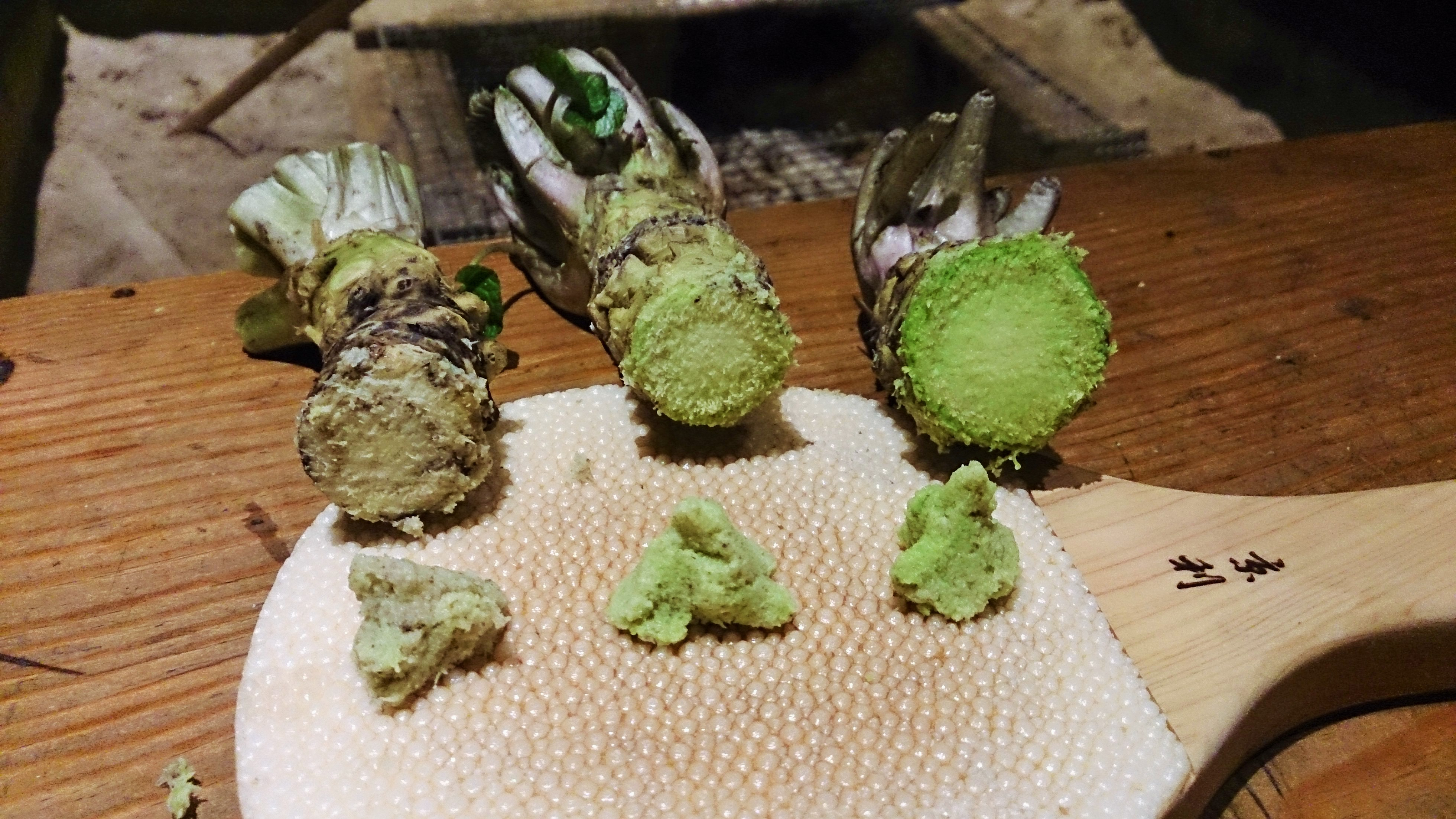
Wasabi

## Legături externe
Materiale media legate de Sushi la Wikimedia Commons
- en  How to Make Sushi Rice, wikihow.com